# Mocho-duende
Mocho-duende ou corujinha-dos-saguaros (Micrathene whitneyi) é uma espécie de ave estrigiforme pertencente à família Strigidae. É a menor das aves da sua família e tem o tamanho de um pardal. A espécie vive durante o verão no Sudoeste dos Estados Unidos da América, migrando para o México nos meses de Inverno.

## Subespécies
- Micrathene whitneyi whitneyi
- Micrathene whitneyi idonea
- Micrathene whitneyi sanfordi
- Micrathene whitneyi graysoni